# Josiel Núñez
Josiel Alberto Núñez Rivera (Panama, 29 gennaio 1993) è un calciatore panamense, centrocampista svincolato.

## Carriera

### Club
Ha giocato nei campionati panamense, venezuelano, statunitense e spagnolo.

### Nazionale
Ha esordito in nazionale nel 2014, venendo poi convocato per la Gold Cup del 2017.